# 70. Pulski filmski festival
70. festival igranog filma u Puli je godišnji filmski festival koji se održava u Puli, Hrvatska. Održavao se od 15. srpnja 2023. do 23. srpnja 2023. godine. 

## Ocjenjivački sud
- Tamara Cesarec, direktorica fotografije
- Nives Ivanković, glumica
- Maja Popović Milojević, producentica
- Tena Štivičić, dramatičarka i spisateljica
- Snježana Tribuson, redateljica i scenaristica

## Programi

### Hrvatski program
- Cvrčak i mravica, Luka Rukavina
- Dnevnik Pauline P., Neven Hitrec
- Escort, Lukas Nola
- Garbura, Josip Žuvan
- Hotel Pula, Andrej Korovljev
- Pamtim samo sretne dane, Nevio Marasović
- Pelican, Filip Heraković
- Samo kad se smijem, Vanja Juranić
- Sedmo nebo, Jasna Nanut
- Sigurno mjesto, Juraj Lerotić
- Smrt djevojčice sa žigicama, Goran Kulenović
- Tragovi, Dubravka Turić
- Veće od traume, Vedrana Pribačić
- Brod, Elvis Lenić

### Manjinske koprodukcije
- Bazen beskraja, Brandon Cronenberg
- Čovjek bez krivnje, Ivan Gergolet
- Dosje Labudović: Nesvrstani, Mile Turajlić
- Da li ste videli ovu zenu ?, Dušan Zorić i Matija Gluščević
- Majka, Sofija Zornica
- Najsretniji čovjek na svijetu, Teona Strugar Mitevska
- Morska iskra, Domien Huyghe

### Popularna Pula
- Asteroid City, Wes Anderson
- Barbie, Greta Gerwig
- Gosti iz galaksije, Dušan Vukotić
- Indigo Crystal, Luka Mihailović
- Oppenheimer, Christopher Nolan
- Sunce budućnosti, Nanni Moretti

### Vremeplov
- Događaj, Vatroslav Mimica
- Leptirica, Đorđe Kadijević
- Martin u oblacima, Branko Bauer
- Mekani brodovi, Željko Zorica-Šiš
- Mi iz Praga, Rajko Grlić
- Vesna, František Čáp
- Zima jednog proleca, Milan Nikodijević
- Neobavezno - Mala Neda, Srđan Karanović
- El Shatt - nacrt za utopiju, Ivan Ramljak

## Nagrade

### Hrvatski program
- Velika zlatna arena za najbolji film : Veće od traume, Vedrana Pribačić
- Zlatna arena za režiju : Juraj Lerotić, Sigurno mjesto
- Zlatna arena za scenarij : Luki Rukavini i Roni Žulj, Cvrčak i mravica
- Zlatna arena za najbolju glavnu žensku ulogu : Tihana Lazović, Samo kad se smijem
- Zlatna arena za najbolju glavnu mušku ulogu : Goran Marković, Sigurno mjesto
- Zlatna arena za kameru : Marko Brdar, Sigurno mjesto
- Zlatna arena za montažu : Dubravki Turić, Tragovi
- Nagrada Breza za najboljeg debitanta : Josip Žuvan, Garbura
- Zlatna arena za najbolju sporednu žensku ulogu : Ivana Roščić, Garbura
- Zlatna arena za najbolju sporednu mušku ulogu : Krešimir Mikić, Escort
- Zlatna arena za scenografiju : Ivan Veljača, Escort
- Zlatna arena za kostimografiju : Ivana Zozoli Vargović, Dnevnik Pauline P.
- Zlatna arena za glazbu : Vjeran Šalamon i Coco Mosquito, Cvrčak i mravica
- Zlatna Arena za specijalne efekte : Pleter, Garbura
- Zlatna Arena za masku : Snježana Gorup, Tragovi
- Zlatna Arena za oblikovanje zvuka : Dubravka Premar, Tragovi

### Manjinske koprodukcije
- Zlatna arena za najbolji film u manjinskoj koprodukciji : Dosje Labudović: Nesvrstani, Mile Turajlić
- Zlatna Arena za glavnu žensku ulogu : Ksenija Marinković, Da li ste videli ovu zenu ?
- Zlatna Arena za glavnu mušku ulogu : Adnanu Omerović, Najsretniji čovjek na svijetu
- Zlatna Arena za fotografiju  : Aleksi Radunović, Marko Kažić i Milica Drinić, Da li ste videli ovu zenu ?
- Posebna nagrada ocjenjivačkog suda : Jeleni Kordić Kuret, Najsretniji čovjek na svijetu

## Više informacija
- Festival igranog filma u Puli

## Vanjske poveznice
- službeno mrežno mjesto